# Nordsylen
Der Nordsylen ist ein 1523 moh. hoher norwegischer Berg in den Sylan an der norwegisch / schwedischen Grenze. Die Schartenhöhe des Berges beträgt 33 m. Die Dominanz gegenüber dem nächsthöheren Berg, dem Lillsylen, beträgt 1,76 km.